# Nader Khademi
Nader Khademi (* 1986) ist ein norwegischer Film- und Theaterschauspieler.

## Leben
Khademi, der aus dem Iran stammt, kam im Alter von zwei Jahren nach Norwegen. Dort wuchs er in Kløfta auf. Von 2007 bis 2011 studierte er Schauspiel an der Kunsthochschule Oslo. Er begann während dieser Zeit am Oslo Nye Teater zu spielen. Direkt nach dem Ende seiner Ausbildung erhielt er am Osloer Theater Nationaltheatret eine feste Anstellung. Dort wirkte er in verschiedenen Theateraufführungen wie Twilight Bar, Peer Gynt und Don Juan mit.
Mit der Zeit begann er – neben seiner Tätigkeit im Theater – auch Film- und Fernsehrollen zu übernehmen. Ab 2018 spielte er die Rolle des Fußballspielers Mons in der Serie Heimebane. Es folgten Auftritt in Serien wie Beforeigners und Heksejakt. Im August 2021 wurde er für seine Rolle im Film Ninjababy beim norwegischen Filmpreis Amanda in der Kategorie „Beste männliche Nebenrolle“ ausgezeichnet.

## Auszeichnungen
- 2015: Heddaprisen, Nominierung in der Kategorie „bester männlicher Schauspieler“[7]
- 2015: Komiprisen, Nominierung in der Kategorie „Durchbruch des Jahres“ für seine Rolle im Theaterstück De tre musketerer
- 2021: Amanda, „Beste männliche Nebenrolle“ für Ninjababy
- 2022: Gullruten, Nominierung in der Kategorie „Bester Schauspieler“ für Jordbrukerne[8]

## Filmografie (Auswahl)
- 2016: Mammon (Fernsehserie)
- 2016: Grand Hotel
- 2016: Det tredje øyet (Fernsehserie)
- 2018: Kielergata (Fernsehserie)
- 2018–2019: Heimebane (Fernsehserie)
- 2019: Hjelperytteren
- 2019–2022: Beforeigners (Fernsehserie)
- 2020: Heksejakt (Fernsehserie)
- 2020: Fjols til Fjells
- 2020: Dianas bryllup
- 2020–2021: Fjols til Fjells (Fernsehserie)
- 2021: Ninjababy
- 2021: Utmark (Fernsehserie)
- 2021: Echte Norweger (Jordbrukerne, Fernsehserie)
- 2021: Drei Haselnüsse für Aschenbrödel (Tre nøtter til Askepott)
- 2022: Gutta på skauen
- 2022: Titina – Ein tierisches Abenteuer am Nordpol
- 2022: Ein Weihnachtsfest für Teddy (Teddybjørnens jul)
- 2022: Folk og røvere i Kardemomme by
- 2023: Munch
- 2023: Powerplay – Smart Girls Go for President (Makta, Fernsehserie)